# 今村浄久
今村 浄久（いまむら じょうきゅう）は、山城国愛宕郡柳原の土豪・武士。通称は弥七、大炊助。常久とも。

## 出自
今村氏は東福寺領法性寺を本貫とし、柳原の百姓をまとめ上げ、天文11年（1542年）以降には渋谷街道の流通に携わった一族であった。家蔵文書を東福寺に預けていることから、法性寺が本貫地であったとわかる。

## 概要
浄久（弥七）の史料上の初見は文亀3年（1503年）である。前年には九条家領の毘沙門谷小松の開発が東寺を通じて「柳原御百姓」に命じられているが、その頭目を務めていたのが弥七であった。百姓である「新衛門男」と並列されて書状に見えることから、弥七の身分も百姓とさほど変わらなかったことが窺える。
永正6年（1509年）には弥七は毘沙門谷全体の年貢の納入者となっており、九条家との関係を通して経済的な有力者となっていたことがわかる。また、永正元年（1504年）に細川政元に対して薬師寺元一が反乱を起こした際に、反乱の拠点となった淀の藤岡城を接収したのが香西元長の配下の弥七であった。元長は明応6年（1497年）に山城国下守護代に就任しており、勢力を拡大させるに当たって今村氏などの京都近郊の土豪を編成していたことが弥七の成長に繋がったと考えられる。
享禄2年（1529年）には伏見稲荷大社と東福寺の喧嘩仲裁にあたって九条稙通が談合した侍の中に柳原の常久（浄久）がいる。浄久は上記の喧嘩に関わって逮捕された法性寺の住人の身元引受人になっている。
天文14年（1544年）12月26日には、細川国慶の上洛に同調したことから浄久が成敗されており、政次は細川晴元方の波多野秀忠の与力であったために赦免されている。